# Болотинський Євген Наумович
Євген Наумович Болотинський (9 вересня 1927, Полтава — 30 грудня 1997, Санк-Петербург) — український кларнетист, аранжувальник, диригент. 

## Життєпис
Закінчив Одеський (1955, клас кларнета) та Ленінградський (1967, клас симфонічного диригування) консерваторії. 1946—1947 грав у джаз-оркестрі кінотеатру «Бомонд» під керівництвом Р. Свірського в Одесі. 
1947—1957 — керівник естрадного оркестру Одеського інституту інжерного морського флоту, з яким брав участь у Всесвітнім фестивалі молоді і студентів у Москві (1957). 
У 1959—1963 очолював Молодіжний естрадний, ансамбль Будинку культури ім. Лесі Українки (виступав з ним у Ленінграді, Ризі, Таллінні й Кишиневі). Одночасно 1961—1963 — художній керівник Молодіжного естрадного, оркестру Палацу студентів ім. Дзержинського (музичний керівник – С. Калінін). 
1963—1967 очолював естрадний оркестр у Ленінграді. 1967—1970 — керівник Одесського молодіжного естрадного ансамблю. 1970—1983 — диригент оркестру Ленінградського балету на льоду. 
Від 1983 працював у «Ленконцерті». 1995—1997 — керівник одеського джаз-рок-оркестру «Пульсар».